# Yanoconodon allini
Yanoconodon allini és un mamífer prehistòric de fa 125 milions d'anys que mesurava uns 15 cm i pesava uns 30 g. Visqué durant el Cretaci i fou descrit al maig del 2007 a la revista Nature. Els seus fòssils indiquen que podria haver representat l'origen de l'orella mitjana, una característica anatòmica que distingeix els mamífers de la resta de vertebrats, car els ossos de la seva orella tenien una posició intermèdia entre els dels rèptils i els dels mamífers moderns.